# عصام إسماعيل فهمي
عصام إسماعيل فهمى (- 12 يناير 2015)  ناشر مصري لعدة صحف وهي جريدة الدستور اليومي والأسبوعي، صوت الأمة، صوت الأمة الرياضي، عين والحلوة (توقفت عن الصدور).
بدأ نشاطه كناشر وبائع للكتب
كانت تجربته الأولى بالتسعينات بإصدار صحيفة الدستور، ثم صحيفة صوت الأمة وهما من أهم الصحف السياسية المعارضة، وصحيفة صوت الأمة الرياضية، وصحيفة عين الفنية وصحيفة الحلوة الفنية.

## صحيفة الدستور
بدأ عصام إسماعيل فهمي نشاطه كناشر وبائع للكتب، ويعتبر من رجال الأعمال القلائل في العصر الحديث الذين غامروا بأموالهم في صناعة الصحافة، حيث أسس جريدة «الدستور» وبترخيص من قبرص عام 1995 لأنه لم يكن مسموحا لصدور أي صحيفة محليا غيرذلك، كان بشراء رخصة قديمة تأسست قبل عام 1952.
منح عصام فرصة لرئيس تحرير شاب هو إبراهيم عيسى ومعه مجموعة من الشباب، الذين قدموا تجربة جديدة في الشكل والمضمون.واستطاع عصام فهمى إدارة الصحيفة اقتصاديا لتحقق أرباحاً، وغير الصورة الشائعة وقتها، بأن الصحافة مهنة خاسرة.

## عصام والقضاء
- اتهم فهمي في قضية «تهرب ضريبي»، وقامت أجهزة أمن الدولة بتفتيش مقر «صوت الأمة» السابق في ميدان لبنان، وقضت المحكمة عليه بالسجن 3 سنوات و 3 ملايين جنيه غرامة، قال وقتها إنها ضريبة معارضته للتوريث وإفراد مساحات واسعة في الجريدة لمهاجمة سياسات مبارك وسعيه لتوريث الحكم لنجله جمال.[4]

كما قضت المحكمة ببطلان حكم محكمة أول درجة والذي سبق وان عاقبت عصام إسماعيل بالحبس ثلاث سنوات مع الشغل مع الزامه بكفاله قدرها 6 آلاف جنية لايقاف التنفيذ.
- بلاغ تقدم به «يوسف بطرس غالي» ــ وزير المالية ــ ضد جريدة «صوت الأمة» إلي المحامي العام الأول لنيابات شمال الجيزة، اتهم فيه الجريدة (ممثلة في عصام إسماعيل فهمى ووائل الإبراشي) بنشر موضوع يحرض المواطنين علي الامتناع عن تقديم إقرارات الضريبة العقارية.